# Zagreb Zapadni kolodvor
Zagreb Zapadni kolodvor (Zagrzeb Zachodni) – stacja kolejowa w Zagrzebiu, w Chorwacji. Położona jest na zachód od głównego dworca w Zagrzebiu, na linii Zagrzeb – Lublana.

## Historia
Została otwarta w 1862 roku, a pełniła rolę głównego dworca miasta do momentu Zagrebački Glavni kolodvor w 1892. Stacja oryginalnie nazywała się Zagreb Južni lub Agram Südbahnhof w języku niemieckim (Zagrzeb Południowy). W roku 1924 została przemianowana na Zagreb Sava, a w 1943 roku otrzymał obecną nazwę Zagreb Zapadni.
Stacja zachowała swój oryginalny wygląd i jest chroniona jako zabytek kultury od 1986 roku. Budynek dworca został odnowiony w 2007 roku.

## Linie kolejowe
- Zagrzeb – Lublana